# Indice Grubel-Lloyd

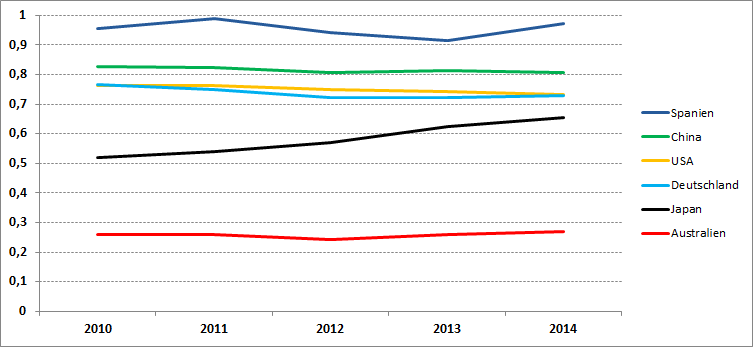
Grubel-Lloyd-Index verschiedener Länder, nach Teil 7 des CTCI Rev.4, in 5-Jahres-Zeitreihe

L'indice Grubel–Lloyd permet de mesurer l'échange intra-branche d'un bien ou d'un service particulier. Il a été mis au point par Herb Grubel et Peter Lloyd en 1971.
{\displaystyle GL_{i}={\dfrac {(X_{i}+M_{i})-\left|X_{i}-M_{i}\right|}{X_{i}+M_{i}}}=1-{\dfrac {\left|X_{i}-M_{i}\right|}{X_{i}+M_{i}}}\qquad ;\ 0\leq GL_{i}\leq 1}
avec Xi les exportations, Mi les importations de bien i.
Si GLi = 1, il n'y a que du commerce intra-branche et aucun commerce inter-branche. Cela signifie par exemple que le pays en question exporte la même quantité qu'il n'importe de biens i.
À l'inverse, si GLi = 0, il n'y a pas de commerce intra-branche, uniquement du commerce inter-branche. Cela pourrait signifier que le pays en question soit ne fait qu'importer soit ne fait qu'exporter un bien i.